# کوناژوو (شهرستان پوزنانگ)
کوناژوو (به لهستانی:  Konarzewo) یک روستا در لهستان است که در گمینا دوپیوو واقع شده‌است.
 کوناژوو  ۱٬۴۳۳ نفر جمعیت دارد.